# Arsène (évêque d'Orte)
Pour les articles homonymes, voir Arsène.
Arsène, évêque d'Orte, mort en 868, fut un collaborateur de plusieurs papes successifs.

## Carrière
Dès 848, il est l'un des principaux collaborateurs du pape Léon IV. Il avait au moins un fils, Éleuthère ; on comprend d'Hincmar de Reims qu'Anastase le Bibliothécaire était aussi son fils ; cependant, dans une lettre à Adon de Vienne, Anastase déclare qu'Arsène est son oncle.
Selon Hincmar de Reims, Anastase, ordonné prêtre au titre de Saint-Marcel par le pape Léon IV (en 847 ou 848), se serait ensuite violemment brouillé avec lui, aurait dû fuir Rome, et aurait été excommunié dans un synode le 16 décembre 850. Ensuite, le 19 juin 853, le même pape l'aurait une nouvelle fois frappé d'anathème. Après la mort de Léon IV (17 juillet 855), le clergé romain élut comme successeur Benoît III ; deux émissaires, Nicolas, évêque d'Anagni, et le magister militum Mercurius, partirent porter le décret d'élection aux empereurs Lothaire et Louis II, mais ils rencontrèrent à Gubbio l'évêque Arsène qui les convainquit de trahir leur mission et de prendre part à l'élection d'Anastase en lieu et place de Benoît. Une réunion des conjurés eut lieu à Orte, avec des légats impériaux et d'autres évêques comme Radoald, évêque de Porto ; à la tête d'une troupe ils s'emparèrent de Rome, déposèrent Benoît III et intronisèrent Anastase. Mais ce coup de force échoua devant la résistance unanime du clergé et du peuple de Rome, et finalement, le 29 septembre, Benoît III était rétabli solennellement en présence des légats de l'empereur Louis II. Cependant, l'appui qu'avaient donné les légats impériaux à la conjuration força le parti vainqueur à la modération : le nouveau pape renonça à poursuivre Anastase comme son prédécesseur et le réadmit à la communion des laïcs.
Sous le pape Nicolas Ier, Arsène est chargé d'importantes missions. Il est représentant du pape (apocrisiaire) auprès de l'empereur Louis II : en 864, le pape fait demander à l'empereur, par l'entremise d'Arsène, l'autorisation d'envoyer des légats auprès de Charles le Chauve, mais Louis II, soupçonnant le pape de vouloir agir contre lui, la lui refuse.
En 865, Nicolas Ier envoie Arsène pour une grande mission auprès des rois francs du nord des Alpes. L'apocrisiaire, passant par Coire, se rend d'abord à Francfort auprès de Louis le Germanique ; puis à Gondreville auprès de Lothaire II, qu'il somme de reprendre sa femme Teutberge sous peine d'excommunication. Il se rend ensuite à Attigny auprès de Charles le Chauve et impose le rétablissement sur son siège de l'évêque Rothade de Soissons, déposé en 862 par un concile présidé par l'archevêque Hincmar de Reims. Puis il prend avec lui Teutberge, qui vivait réfugiée sur le territoire de Charles le Chauve, et la reconduit auprès de Lothaire II à Douzy, lui imposant de la reprendre auprès de lui et présidant à un échange de serments. Ensuite il se fait amener Waldrade, la concubine de Lothaire, et la prend avec lui pour retourner en Italie. Il revendique auprès des rois, au cours de ce voyage, de grands biens, pour lui-même qui en aurait été injustement spolié, et pour le Saint-Siège.
Après la mort de Nicolas Ier (13 novembre 867) et l'avènement d'Adrien II (14 décembre 867), les missionnaires byzantins Constantin et Méthode arrivèrent à Rome, et Arsène apparaît à cette occasion (avec Anastase) dans la Vie de Constantin-Cyrille : il y est présenté comme « l'un des sept évêques » qui assistaient le pape.
Le 10 mars 868, Éleuthère, fils d'Arsène, enleva la fille du pape Adrien II, qui était fiancée à un autre, et l'épousa. Arsène avait aidé au rapt et dut s'enfuir à Bénévent auprès de l'empereur Louis II, mais il fut saisi d'un malaise dès son arrivée, confia « ses trésors » à l'impératrice Engelberge, et mourut peu après. Ensuite, selon Hincmar de Reims, Éleuthère tua Stéphanie, la femme du pape, et sa fille qu'il avait enlevée, et fut lui-même tué par des hommes de l'empereur. Son « frère » Anastase le Bibliothécaire fut accusé de complicité, et Adrien II renouvela contre lui l'excommunication prononcée par Léon IV (4 octobre 868). Anastase vécut ensuite à la cour de l'empereur Louis II (qui l'envoya en mission à Constantinople fin 869).  

## Liens
- Notices d'autorité :   - VIAF